# Užovka tečkovaná
Užovka tečkovaná (Diadophis punctatus) je had z čeledi užovkovitých. Své „zábleskové“ zbarvení používá ke zmatení kořisti. Při ohrožení spirálovitě stáčí ocas a obrací vzhůru jeho jasně oranžovou až červenou spodní stranu. Tento pozemní, skrytě žijící had je místy velmi hojný a jeho početnost může dosahovat až 1800 jedinců na jeden hektar. Požírá žížaly, slimáky, ocasaté obojživelníky a čerstvě vylíhlé malé hady. Dorůstá délky 25–76 cm. Žije v jihovýchodní Kanadě, východní a střední USA a Mexiku.